# Lamine Sané
Ludovic Lamine Sané, född 22 mars 1987, är en senegalesisk fotbollsspelare. Hans yngre bror, Salif Sané, är också en fotbollsspelare.

## Karriär
Efter sju år i Bordeaux värvades Sané i augusti 2016 av tyska Werder Bremen. Sané debuterade i Bundesliga den 26 augusti 2016 i en 6–0-förlust mot Bayern München.